# Руманеда (Сасари)
Руманеда је насеље у Италији у округу Сасари, региону Сардинија.
Према процени из 2011. у насељу је живело 364 становника. Насеље се налази на надморској висини од 52 м.